# Холкрофт, Эдвард
Э́двард Хо́лкрофт (англ. Edward Holcroft, род. 23 июня 1987, Лондон) — британский актёр. Наиболее известен по роли Чарли Хескета в фильмах «Kingsman: Секретная служба» и «Kingsman: Золотое кольцо». Также Холкрофт появился в исторических мини-сериалах «Волчий зал», «Она же Грейс» и «Порох».

## Биография
Эдвард Холкрофт хотел стать музыкантом, однако предпочёл стать актёром после того, как сыграл в спектакле в Oxford Brookes University. После Оксфорда он поступил в Drama Centre London и окончил её в 2012 году.
Холкрофт наиболее известен по роли Чарли Хескета в фильме «Kingsman: Секретная служба» и его сиквеле «Kingsman: Золотое кольцо» и Джорджа Болейна в британском драматическом мини-сериале «Волчий зал». Кроме того он исполнил роль Алекса Тёрнера в драматическом мини-сериале BBC «Лондонский шпион».
Вместе с сэром Марком Райлэнсом Холкрофт сыграл в постановке «Иерусалима» в театре Ройал-Корт; с Домиником Уэстом и Джанет Мактир он появился в постановке «Опасных связей» в Donmar Warehouse.

## Фильмография
| Год  |     | Русское название           | Оригинальное название        | Роль                   |
| ---- | --- | -------------------------- | ---------------------------- | ---------------------- |
| 2014 | ф   | Академия вампиров          | Vampire Academy              | Аарон                  |
| 2014 | ф   | Kingsman: Секретная служба | Kingsman: The Secret Service | Чарли Хескет           |
| 2015 | мтф | Волчий зал                 | Wolf Hall                    | Джордж Болейн          |
| 2015 | тф  | Любовник леди Чаттерлей    | Lady Chatterley's Lover      | Данкан Форбс           |
| 2015 | мтф | Лондонский шпион           | London Spy                   | Алекс / Алистер Тёрнер |
| 2017 | ф   | Предчувствие конца         | The Sense of an Ending       | Джек Форд              |
| 2017 | ф   | Kingsman: Золотое кольцо   | Kingsman: The Golden Circle  | Чарли Хескет           |
| 2017 | мтф | Она же Грейс               | Alias Grace                  | доктор Саймон Джордан  |
| 2017 | мтф | Порох                      | Gunpowder                    | Томас Винтур           |
| 2020 | мтф | Игра родом из Англии       | The English Game             | Артур Киннэрд          |